# Museo Internacional del Toque Manual de Campanas
El Museo Internacional del Toque Manual de Campanas (MitMac) es un museo que se encuentra en la localidad española de Albaida, en la comarca del Valle de Albaida de la Comunidad Valenciana. Es el primer museo del mundo dedicado al toque manual de campanas y se compone de cuatro elementos:
- El Campanario Vivo.
- La Escuela de Campaneros.
- El espacio de las Emociones.
- El Carillón de Campanas.

A la espera de la inauguración de los demás espacios a lo largo de año 2024, actualmente sólo se puede visitar el Campanario Vivo en horario de toques, los demás espacios están en fase de construcción.

## Historia
El toque manual de campanas es una seña de identidad de Albaida, que es la única localidad de la Comunitat Valenciana que conserva este toque de manera ininterrumpida desde el siglo XIII. El toque manual se mantiene desde el año 1245 de forma ininterrumpida, siendo este el municipio valenciano el único que posee un campanario que nunca se ha electrificado, el de la iglesia renacentista de Nuestra Señora de la Asunción. El campanario de principios del siglo XVII, el tercero construido en Albaida desde la Conquista, no es uno de los espacios físicos del MitMac.
El Toque Manual de Campanas está declarado Bien de Interés Cultural Inmaterial (BIC) desde 2013.
El proyecto de creación del Museo Internacional del Toque Manual de Campanas en Albaida está en el deseo de crear un espacio innovador que a través de experimentación de sensaciones y emociones (que permitan hacer visible la parte inmaterial del toque manual de campanas), pretende conservar, estudiar, divulgar y fomentar el toque manual de campanas. Este objetivo lo convierte en el primer museo del mundo dedicado al toque manual de campanas y por ello ser referente europeo y mundial de la campanología.
El Museo se reconoció como museo de la Comunidad Valenciana el 7 de octubre de 2015.
Forma parte de la Red de Museos Etnológicos Locales de la Diputación de Valencia desde el 27 de febrero de 2017.
El Ministerio de Cultura y Deporte presentó la candidatura del Toque Manual de Campanas para que fuera inscrita en la Lista Representativa del Patrimonio Cultural Inmaterial de la Humanidad de la UNESCO. La presentación de la candidatura estaba impulsada por las asociaciones Hispania Nostra, Campaners d’Albaida, el Museo Internacional del Toque Manual de Campanas, MitMac, y apoyada por las asociaciones de campaneros; y nace a partir de la organización, el 21 de abril del 2018,  de un gran toque de campanas, tanto en España como en Europa, en el que participaron más de mil campanarios que han conservado o recuperado el toque manual de campanas.
El 26 de febrero de 2019, el Ayuntamiento de Albaida y la Colla de Campaners d’Albaida suscribieron un convenio por el cual dicha entidad local autoriza el uso del Palacio Marquesal, de su titularidad, a la asociación Colla de Campaners d’Albaida, para las actividades del MitMac, así como para exponer, difundir y ampliar las piezas y otros elementos que integran el patrimonio inventariado del Museo.
Albaida conserva el Toque Manual de Campanas de manera diaria e ininterrumpida desde el siglo XIII y este hecho fue decisivo para ser declarada "Capital Valenciana del Toque Manual de Campaneros" por el Consell de la Generalitat el 1 de octubre de 2021.El 30 de noviembre de 2022 quedó reconocido por la UNESCO el Toque Manual de Campanas como Patrimonio Cultural Inmaterial de la Humanidad, la decisión fue tomada en una reunión del comité intergubernamental en Rabat, y con ella se quiso premiar la labor de recuperación y promoción de la técnica ancestral desarrollada del toque manual de campanas por la Colla de Campaners d'Albaida.
Esta declaración permitió dar el impulso final y definitivo para ejecutar el proyecto de la Colla de Campaners d’Albaida y de la localidad de abrir el Museu Internacional del Toc Manual de Campanes, MitMac. El ayuntamiento recibió una subvención directa de la Generalitat Valenciana para iniciar el proyecto (empleándola para la redacción y definición del proyecto museístico del MitMac), que precisa de una inversión que supera el millón de euros.
El Museu del Toc Manual de Campanes d’Albaida tenía en esos momentos algunos de los cinco espacios proyectados ya en funcionamiento. Así, existía ya el primer ámbito, el denominado Campanar Viu, el campanario de la iglesia de Albaida que dispone de diez campanas, donde se realiza cada día el toque manual, y que acoge visitas guiadas a cargo de los campaneros de la Colla local, asociación encargada de mantener la ancestral técnica manual. El segundo ámbito, también en marcha en ese momento, era la Escola del Toc Manual de Campanes, que funciona en el Palacio Marquesalque estaba pendiente del proceso de legalización de la conselleria para llevar a cabo cursos, no solo para la formación de futuros campaneros, sino para colectivos implicados en el toque y las campanas.
Entre los ámbitos o espacios aún por crear en el momento de la declaración de Patrimonio  Cultural Inmaterial de la Humanidad, cabe destacar el área de investigación, el centro de estudios vinculado al toque manual (que dispondrá de un archivo sonoro y audiovisual) o el Carillón de campanas (que se trata de un instrumento similar a un piano, pero que percute sonidos de campanas, de toques de campanas, y del que existen muy pocos ejemplares en el territorio español).
El último ámbito del MitMac es el Espacio de las Emociones, un espacio divulgativo que ofrecerá un recorrido con una inmersión en la ancestral técnica y contará la historia del toque manual, cuya sede será la segunda planta del Palacio Marquesal, conocido también como El Palacio de los Milán y Aragón de Albaida.

## Descripción
El MitMac está dividido en cinco secciones que presentan cinco ubicaciones diferentes, cuyo conjunto formará el museo.
Los espacios del MitMac están ubicados en los edificios históricos más emblemáticos de la ciudad de Albaida, el Palau dels Milà i Aragó (también denominado Palau Marquesal) y el Campanario, los dos dentro de la villa medieval.El espacio museístico que se ubica en el campanario se conoce como el Campanario Vivo. En este emblemático lugar se ubican diez campanas, y se convierte día a día en el epicentro del toque manual de campanas, técnica ancestral que ha sido cuidadosamente preservada a través de los siglos. A lo largo del año, más de 3.200 toques manuales resuenan desde este campanario.
En el año 2023  el Museo Internacional del Toque Manual de Campanas de Albaida, el MITMAC, celebró el Día de los Museos inaugurando las cinco campanas que le faltaban para completar la escuela de formación del Toque Manual.
Este centro formativo cuenta con un nuevo campanario interactivo construido en las bodegas del Palau con la capacidad técnica de adaptación para poder practicar diferentes formas de hacerlas sonar, y así poder adaptarse a otros estilos y modos distintos de los de Albaida.La asociación Campaners d’Albaida, custodia de esta tradición, manteniendo viva la técnica y llevando a cabo las visitas guiadas al campanario, para invitar al público a explorar este patrimonio único. Los visitantes tienen la oportunidad de presenciar en vivo los toques, revolteos y repiques en la sala de Campanas.
El espacio dedicado a divulgar el toque manual de campanas de Europa y del mundo entero, está localizado en la segunda planta (la cambra) del Castillo-Palacio de los Milán de Aragón.
Esta parte del museo tendrá un recorrido físico guiado, que trata de ser una alegoría de cómo se accede al espacio donde se materializa el toque manual de campanas, el campanario. Por ello el recorrido empieza en la puerta de un campanario, los visitantes son recibidos y, mientras suben por la escalera imaginaria del campanario virtual, viajan por el mundo descubriendo, aprendiendo y experimentando. Se trata pues de una sección del museo que pretende dar a conocer, por medio de percepciones sensoriales, el mundo de las campanas, y el toque manual de las mismas, de ahí la denominación de esta sección del museo (Espacio de las Emociones).